# Изнасилование в порнографии
Изнасилование в порнографии — поджанр порнографии, включающий описание или изображение изнасилования. Вызывает споры из-за аргумента, что побуждает людей к совершению изнасилований. Исследования этого вопроса дают противоречивые результаты.
Изнасилование в порнографии не следует путать с изображением изнасилования в не-порнографических СМИ. Имитация сцен изнасилования и других форм сексуального насилия появилась в киноиндустрии практически с момента её появления. Например, актриса Джоди Фостер получила «Оскар» за лучшую женскую роль за роль жертвы изнасилования Сары Тобиас в фильме 1988 года «Обвиняемые».

## Правовой статус

### Великобритания
Хранение порнографии с изнасилованием является незаконным в Шотландии, Англии и Уэльсе.
В Шотландии законом 2010 года Criminal Justice and Licensing (Scotland) Act 2010 криминализирует владение «экстремальной» порнографией. Сюда относятся изображения изнасилований и «другой пенетративной сексуальной активности без обоюдного согласия, будь то насильственной или иной», в том числе с согласия взрослых людей и сфабрикованных изображений. Максимальное наказание — неограниченный штраф и 3 года тюремного заключения. Закон используется нечасто, и за первые четыре года его действия было возбуждено лишь одно судебное дело.
Прошло еще пять лет, прежде чем порнография, изображающая изнасилование (включая имитацию с согласия взрослых), стала нелегальной в Англии и Уэльсе, где законодательство было приведено в соответствие с законодательством Шотландии. Статья 63 Закона об уголовном правосудии и иммиграции 2008 года (Criminal Justice and Immigration Act 2008) уже предусмотрена уголовная ответственность за хранение «экстремальной порнографии», однако в ней явно не оговариваются случаи изображения изнасилования. В то время считалось, что продажа порнографии с изображением изнасилования в Англии и Уэльсе уже нелегальна в результате действия Закона 1959 года о непристойных публикациях (Obscene Publications Act 1959), но решение суда по делу R v Peacock января 2012 года показало, что это не так. О вступлении в силу нового закона впервые объявил в 2013 году премьер-министр Великобритании Дэвид Кэмерон. В речи к Национальному обществу по предупреждению жестокого обращения с детьми (National Society for the Prevention of Cruelty to Children, NSPCC) он заявил, что порнография, изображающая имитацию изнасилования, «нормализует сексуальное насилие в отношении женщин», хотя отдел уголовной политики Министерства юстиции ранее заявил, что «у нас нет доказательств того, что создание инсценированных иллюстраций изнасилования связано с каким-либо вредом для участников или наносит вред обществу в целом».
В феврале 2015 года статьёй 16 Закона об уголовном правосудии и судах 2015 года (Criminal Justice and Courts Act 2015) были внесены поправки в Закон об уголовном правосудии и иммиграции 2008 года, криминализирующие хранение порнографических изображений, изображающих акты изнасилования. Закон распространяется только на консенсусный, симулированный, имитационный материал. Владение изображением, фиксирующим реальное изнасилование, например, кадры видеонаблюдения, не является незаконным, но «достоверное» изображение, созданное взрослыми людьми и с их обоюдного согласия, открыто для судебного преследования. В январе 2014 года группы по пропаганде сексуальной свободы подвергли критике статью 16 как неудачно сформулированную и подвергающую криминализации более широкий спектр материалов, чем изначально предполагалось. Тем не менее, в апреле 2014 года в выступлении Британского совета по классификации фильмов в Парламенте было предложено, чтобы планируемый законопроект не распространялся на «явно постановочные изображения изнасилования и другого сексуального насилия, участники которых явно являются актёрами, действующими по сценарию».

### Германия
В Германии распространение порнографии с изображением реального или имитированного изнасилования является незаконным.

### США
В США в отношении порнографии с изнасилованием есть несколько практических правовых ограничений. Правоохранительные органы концентрируют внимание на примерах, где, по их мнению, преступление было совершено в процессе производства. «Фантазии» об изнасиловании в порнографии, изображающая имитацию изнасилования с участием обоюдного согласия взрослых людей, не является приоритетом для полиции.

### Интернет
Интернет-полиция в отношении расследования фактических преступлений всё больше затрудняется из-за сайтов с порнографией об изнасилованиях, действующими анонимно, попирающими правила ICANN и предоставляющими ложную информацию для базы данных Whois.